# Misofonia
La misofonia è una forma di ridotta tolleranza al suono. Si ritiene possa essere un disturbo neurologico risultante da un'esperienza negativa riguardo a uno specifico suono, indipendentemente dal fatto che sia forte o debole. Il termine è stato coniato dai neuroscienziati statunitensi Pawel e Margaret Jastreboff ma è spesso sostituito con l'intercambiabile sensibilità selettiva al suono.
A differenza dell'iperacusia, la misofonia è specifica per un determinato suono. Si sa ben poco riguardo alla localizzazione anatomica delle anomalie che causano il quadro clinico, ma si ritiene possano trovarsi a livello dei centri superiori del sistema nervoso centrale, una localizzazione più centrale rispetto alle anomalie alla base dell'iperacusia.

## Clinica
I soggetti affetti da misofonia sono di solito infastiditi, e talvolta infuriati, dall'esposizione a un suono ritenuto ordinario da altre persone, come quelli generati da persone che si tagliano le unghie, si lavano i denti, che mangiano, respirano, annusano e parlano, oppure da sbadigli, fischi, russamenti o colpi di tosse, inoltre da certe consonanti o da alcuni suoni ripetitivi. Altri soggetti sono anche influenzati da stimoli visivi, come movimenti ripetitivi del corpo, dei piedi o delle dita e, più in generale, da movimenti che osservano con la coda dell'occhio. Possono sviluppare un intenso stato ansioso e un comportamento evitante, che può portare a una riduzione della capacità di socializzare. Alcune persone possono provare compulsione nell'imitare quello che sentono o vedono.

## Epidemiologia
La prevalenza della misofonia è sconosciuta, ma si ritiene che sia una condizione più comune di quanto stimato in precedenza. Nei pazienti con tinniti, ovvero il 4-5% della popolazione generale, alcune rilevazioni riportano una prevalenza del 60%, mentre uno studio del 2010 la stima intorno al 10%.
Uno studio del 2013 condotto su 42 pazienti con misofonia ha riportato una bassa incidenza dei più comuni disturbi psichiatrici, con l'eccezione del disturbo ossessivo-compulsivo di personalità, stimata al 52,4%.